# Paradelphomyia latissima
Paradelphomyia latissima är en tvåvingeart som först beskrevs av Alexander 1932.  Paradelphomyia latissima ingår i släktet Paradelphomyia och familjen småharkrankar. Inga underarter finns listade i Catalogue of Life.